# Ratel (muziekinstrument)

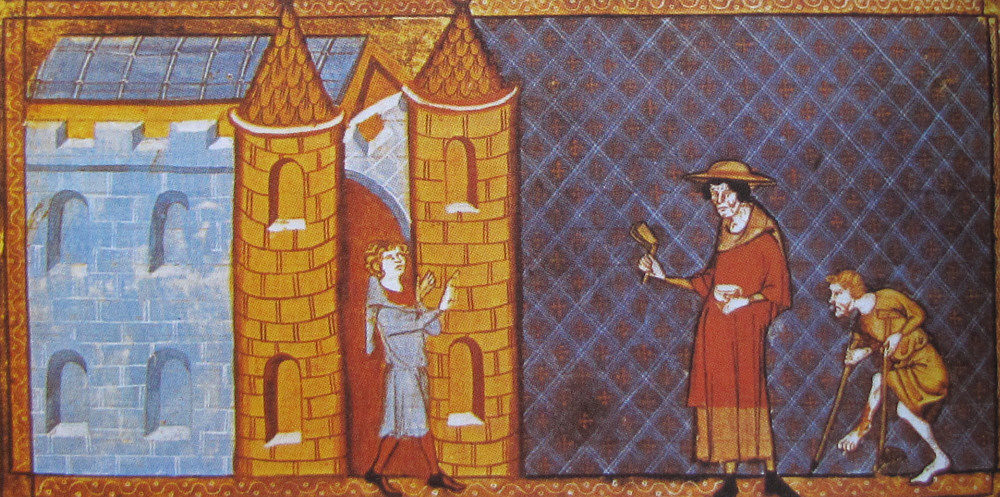
Middeleeuwse afbeelding van een lepralijder met een ratel

Een ratel is een uit hout, of kunststof vervaardigd muziekinstrument.
Het instrument bestaat uit een handvat waarop een getand wiel is bevestigd. Hieraan is een tweede element bevestigd met een flexibel gedeelte. Dit tweede element kan worden rondgeslingerd, waarbij het flexibele gedeelte met een duidelijk hoorbare tik langs de tanden van het eerste element beweegt. Bij snelle draaiingen worden zeer veel tikken achter elkaar geproduceerd. Dit geeft een ratelend geluid.

## Gebruik
Het instrument wordt gebruikt als percussie-instrument in orkesten, zoals in het stuk Till Eulenspiegels lustige Streiche. Ook bij andere gebeurtenissen waarbij veel lawaai geproduceerd mag of moet worden, wordt wel een ratel gebruikt, zoals bij religieuze vieringen, huwelijksviering, carnaval, feestelijke optochten en sportwedstrijden.

## Geschiedenis
In de christelijke middeleeuwen werden ratels gebruikt om demonen of geesten te verdrijven. Ook gebruikte men ratels bij bruiloften of tijdens zware storm. Op de avond voor Pasen gebruikten jongeren ratels om de verrader van Jezus, Judas Iskariot, te 'straffen'. Dit gebruik werd de loop van de 19e eeuw in het Jodendom overgenomen bij Poerim, dat gebaseerd is op gebeurtenissen uit het boek Esther, waarin Haman, die de joden wilde vermoorden, aan zijn einde kwam. Wanneer tijdens de lezing uit dit boek in de synagoge de naam van de schurk Haman valt, wordt er zo veel mogelijk lawaai gemaakt, teneinde zijn naam uit te wissen. Dit gebeurde/gebeurt vooral met ratels.
Melaatsen werden in de middeleeuwen verplicht een klepper of ratel bij zich te dragen en deze te gebruiken wanneer men in de buurt van andere mensen kwam. Dit had niet zozeer te maken met besmettingsgevaar, maar meer met de grote zonde die een dergelijke persoon begaan zou hebben. Contact met zo'n diep gevallen persoon kon het beste maar worden vermeden. Het instrument werd ook wel klikspaan genoemd.
De ratel werd meer in het algemeen ook gebruikt om de aandacht te trekken, bijvoorbeeld door dorpsomroepers en als waarschuwingsapparaat door de politie en het leger. 